# Okhin-Tengri Corona
L'Okhin-Tengri Corona è una struttura geologica della superficie di Venere.